# Comcast Building
Le Comcast building (anciennement appelé GE building de 1988 à 2015 et RCA Building de 1933 à 1988) est l'un des gratte-ciel les plus célèbres de New York. Construit en style Art déco, au cœur du Rockefeller Center et de Midtown dans l'arrondissement de Manhattan, il mesure 259 mètres de hauteur et comporte 70 étages. Le GE Building a été achevé en 1933.

## Histoire

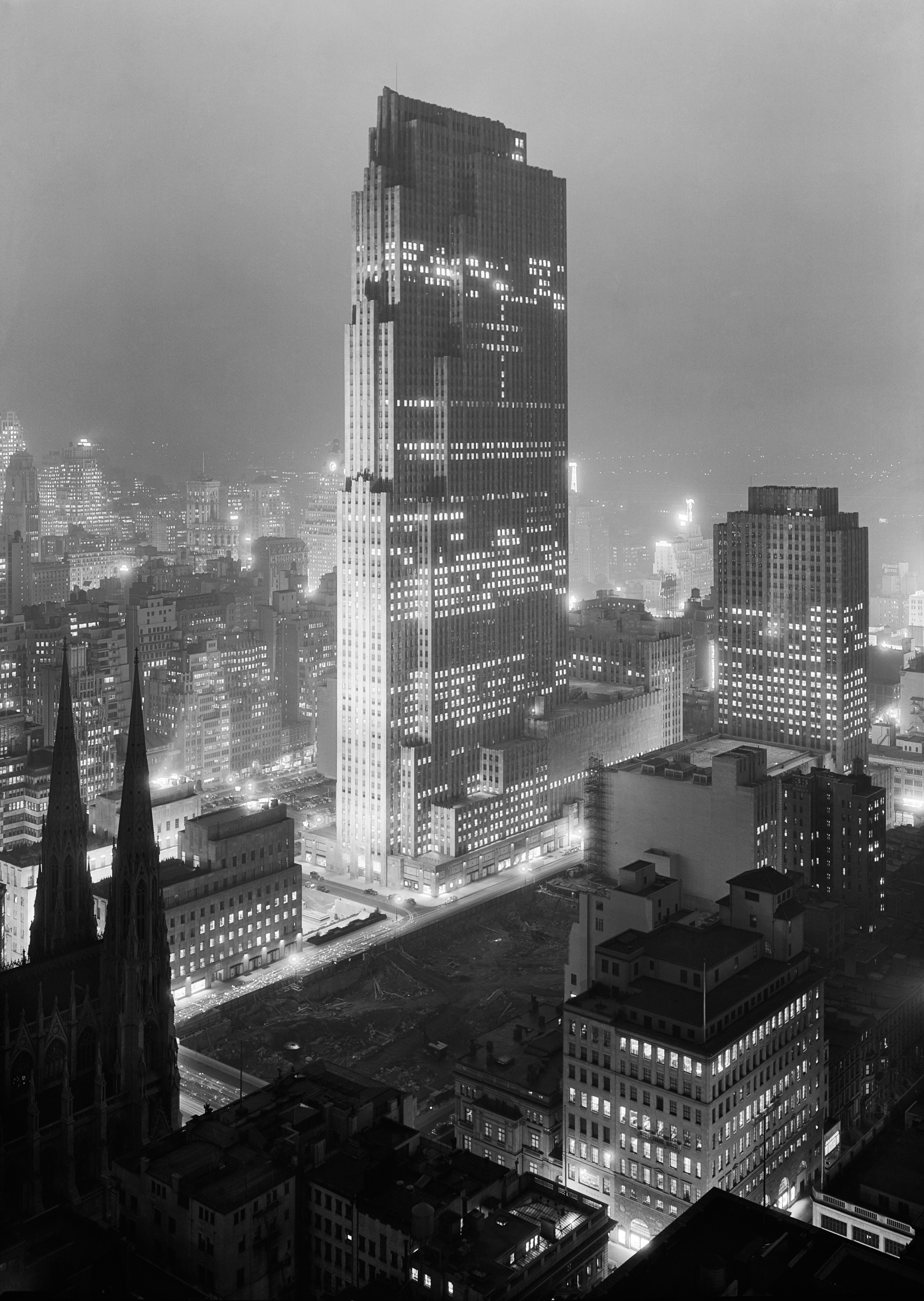
Le RCA Building au sein du Rockefeller Center, décembre 1933.

Le bâtiment, commencé en 1931, fut achevé en 1933 alors que le reste du Rockefeller Center était toujours en construction. Il s'appelait à l'époque le RCA Building, du nom de son principal locataire, la Radio Corporation of America, formée en 1919 par la General Electric. Pour la première fois dans l'histoire de l'architecture, l'immeuble disposait d'ascenseurs regroupés en son centre. La National Broadcasting Company, qui appartenait également à la General Electric, loua plusieurs espaces dans le bâtiment. Le bureau de la famille Rockefeller était quant à lui situé au 56e étage. Le 11 novembre 1969, Sam Melville déposa une bombe dans les bureaux de la Standard Oil en protestation contre l'« impérialisme américain. » Aujourd'hui, la Rockefeller Family & Associates occupe trois étages du gratte-ciel, entre les 54e et 56e étages.
En 1985, l'immeuble fut officiellement classé sur la liste des landmarks au même titre que le reste du Rockefeller Center. Il fut renommé GE Building en 1988, deux ans après l'acquisition de la RCA Corporation par General Electric. Les New-Yorkais le surnomment The Slab (« la plaque ») ou encore 30 Rock. Ce dernier surnom est aussi le titre d'une sitcom qui passe sur NBC, même si la série est en fait tournée dans les studios Silvercup.

## Un gratte-ciel Art déco

### L'architecture

Emplacement du Comcast Building (en vert) dans le Rockefeller Center (en violet)

Le Comcast Building se trouve au centre du Rockefeller Center. Il en est la pièce maîtresse par ses dimensions (259 mètres, 70 étages) et son emplacement. Son adresse officielle est 30 Rockefeller Plaza, New York, NY 10112.
Son architecture est l'une des plus originales de Manhattan. Conçu comme une lame effilée,
l'une de ses particularités est d'avoir un toit plat, sans flèche, ce qui le différencie des autres tours Art déco construites dans les années 1930, comme l'Empire State Building et le Chrysler Building. Le toit plat est conçu pour ressembler au pont d'un paquebot. Les lignes verticales et les décrochements amplifient l'impression de hauteur et d'élancement, particulièrement prononcée lorsqu'on regarde l'édifice depuis Rockefeller Plaza.
Le décor noir et beige du Comcast Building est mis en valeur par un éclairage théâtral la nuit. Au sommet de l'édifice sont apposées les lettres GE pour General Electric. Les principaux matériaux utilisés sont le granit, le calcaire de l'Indiana et l'aluminium.

### Le décor extérieur

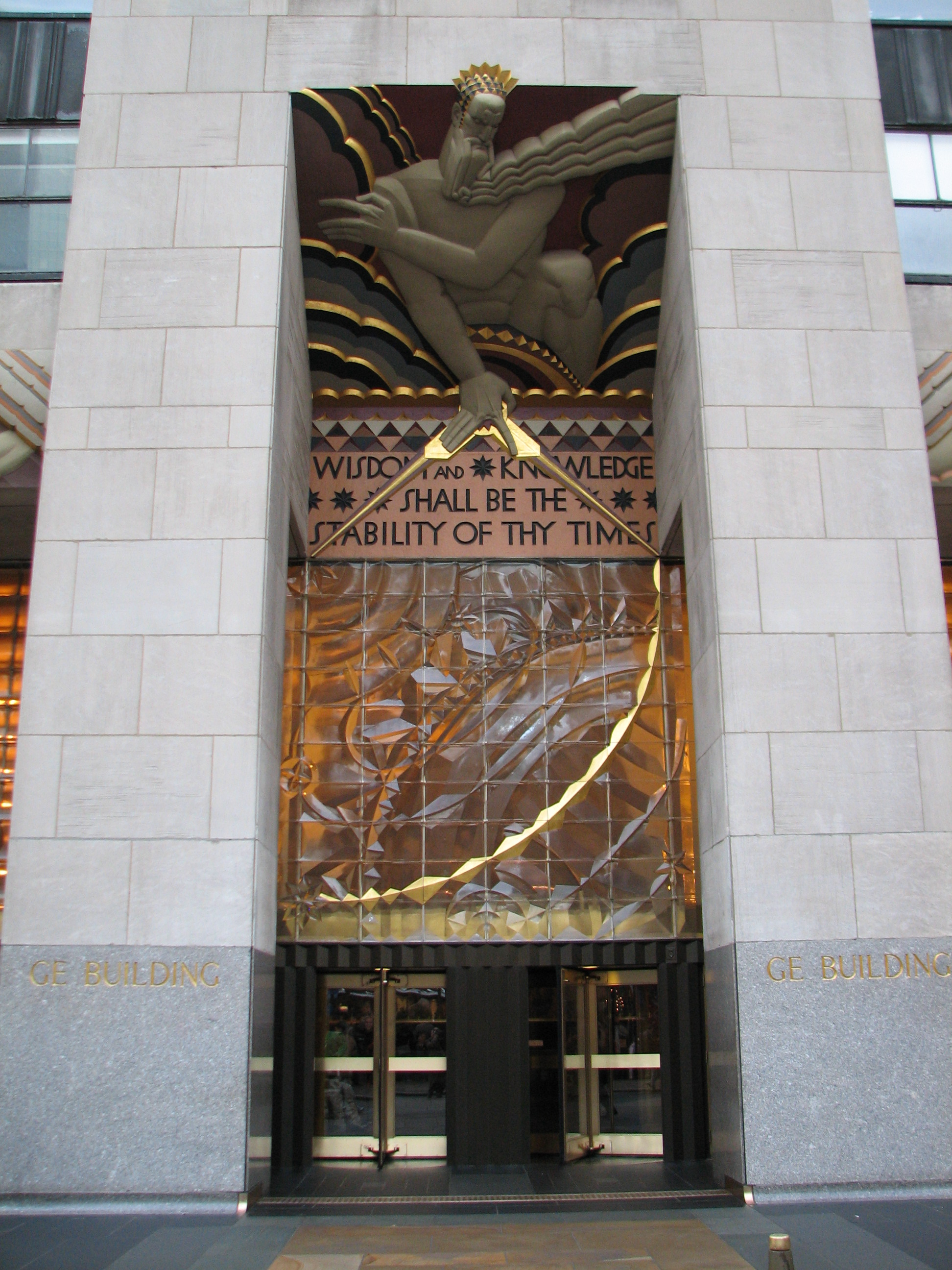
L'entrée principale du Comcast Building.

L'extérieur de l'immeuble est décoré d'une exceptionnelle série de bas-reliefs de style Art déco, qui introduisent une touche de couleur sur les murs gris de l'immeuble. Celui de la principale entrée fut réalisé par le sculpteur américain Lee Lawrie (1877-1963) ; il figure une allégorie de la sagesse, représentée par un vieil homme barbu et influencée par la peinture de William Blake (Jehovah). Il est accompagné de la légende suivante, inspirée d'un passage de la Bible (Isaïe 33:6) : Wisdom and Knowledge shall be the stability of thy times. Ce bas-relief est encadré par une figuration de la lumière et du son au-dessus de chacune des portes annexes d’entrée.
Au niveau de l'entrée ouest (1250 6e Avenue), on peut admirer un panneau de mosaïques exécuté par Barry Faulkner (1881-1966) et installé en 1933. Intitulée Intelligence Awakening Mankind, l'œuvre évoque une vague de sons qui rappelle que l'immeuble abrite les studios de la NBC. Cette mosaïque mesure 26 mètres sur 5 et utilise un million de pièces d'émail de verre de plus de 250 couleurs différentes.
Le long de la façade occidentale, quatre sculptures de Gaston Lachaise (1882-1935) représentent la fondation de la civilisation : l’esprit du progrès, les dons de la Terre à l'Humanité, la conquête de l’espace, le génie prenant la lumière du soleil.
Enfin, sur la 46e Rue (face sud du gratte-ciel), deux bas-reliefs de Leo Friedlander encadrent l'entrée de la NBC et illustrent le thème de la radio (la production à gauche, l'émission à droite).

### Les peintures murales
Dans les années 1930, Rockefeller avait voulu employer les meilleurs artistes de son époque pour décorer l'intérieur du Comcast Building. Il sollicita notamment les peintres européens Pablo Picasso et Henri Matisse, mais ces derniers ne participèrent finalement pas au projet.
- Les fresques :
  - José Maria Sert et Frank Brangwyn, Man's Intellectual Mastery of the Material Universe, et Man's Conquest of the Material World
  - Diego Rivera fut chargé de peindre le hall situé en face de l’entrée : L'Homme contrôleur de l'univers. Cette fresque suscita une controverse autour d'un personnage, représenté sous les traits de Lénine. Après l'intervention de Rockefeller, elle fut finalement détruite et remplacée par la peinture actuelle, Man's Conquests peinte par José Maria Sert.

## Un centre des médias et de tourisme

### Studios de la NBC
Le GE Building abrite le siège et la plupart des studios new-yorkais de la NBC, qui était également la propriété de GE. On y trouve notamment le Studio 8H, où se déroule l'émission Saturday Night Live. 8H a été le plus grand studio du monde et a été utilisé par l'orchestre NBC Symphony dirigé par Arturo Toscanini.
| Studio | Production                                               | Étage |
| ------ | -------------------------------------------------------- | ----- |
| 1A     | The Today Show Dateline NBC                              | R-d-C |
| 2K     | Studios de MSNBC                                         | 1er   |
| 3A     | Studios principaux et siège de MSNBC                     | 2e    |
| 3B     | Rock Center with Brian Williams NBC Nightly News         | 2e    |
| 3K     | NBC Sports                                               | 2e    |
| 3H     | Keith Ablow                                              | 2e    |
| 6A     | The Dr. Oz Show                                          | 5e    |
| 6B     | The Tonight Show starring Jimmy Fallon avec Jimmy Fallon | 5e    |
| 6C     | NBC Digital Studios                                      | 5e    |
| 7E     | programmes de WNBC Channel 4                             | 6e    |
| 8G     | Football Night in America                                | 7e    |
| 8G     | NBC Nightly News avec Brian Williams                     | 7e    |
| 8G     | Late Night With Seth Meyers avec Seth Meyers             | 7e    |
| 8H     | Saturday Night Live                                      | 7e    |

### Observatoire et restaurant
Le dernier étage de l'immeuble est occupé par un grand restaurant et salle de congrès, appelé le Rainbow Room (« Chambre de l'arc-en-ciel »).
Sous le GE Building se trouve un complexe commercial. Un des premiers escalators mis en service donne accès à la galerie marchande à partir du hall. Ce type de hall ouvert était précurseur à l'époque de sa construction.
La plate-forme d'observation, au sommet du gratte-ciel, est à nouveau ouverte au public depuis le 1er novembre 2005. Surnommée Top of the Rock, elle était fermée au public depuis 1986 afin de permettre la rénovation du Rainbow Room. Elle offre un point de vue sur New York qui rivalise avec celui du 86e étage de l'Empire State Building.

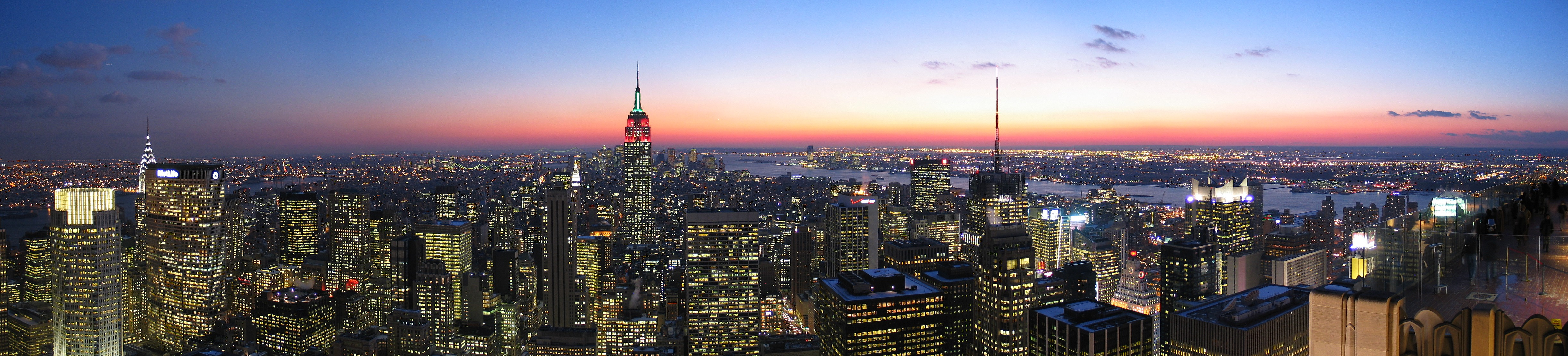
Vue de New York depuis le sommet du Comcast Building.

## Galerie

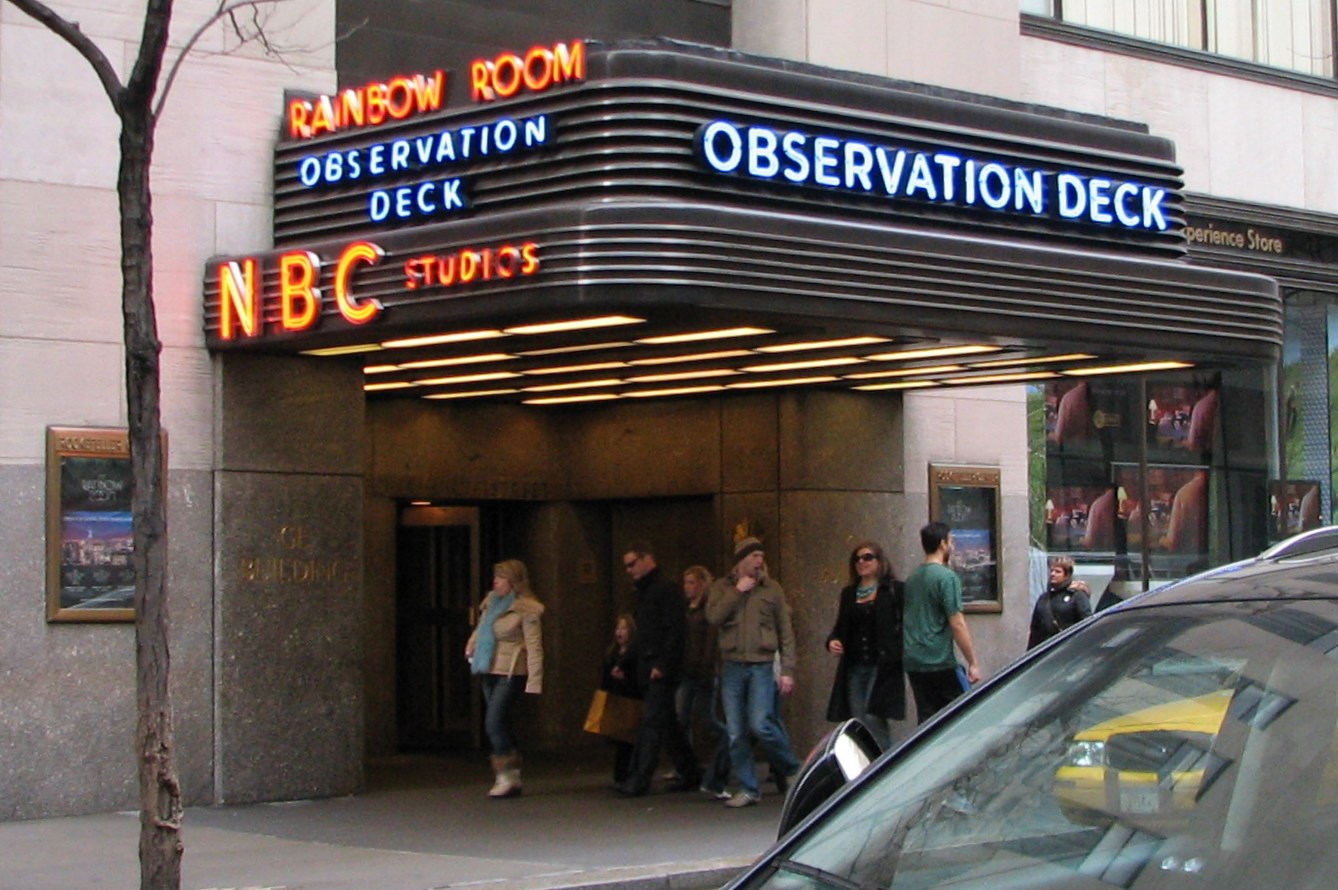
L'entrée des studios NBC.
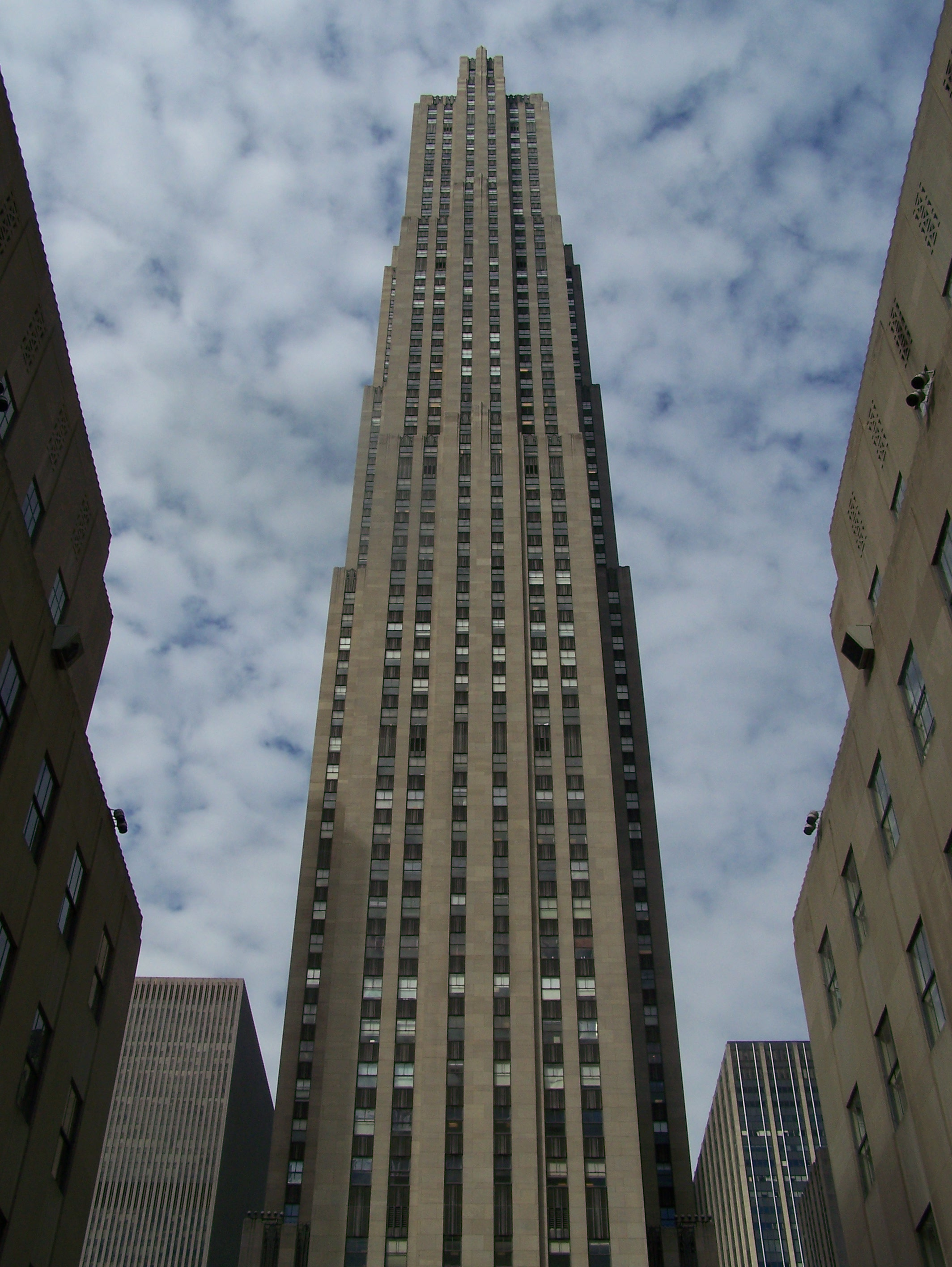
Vue depuis Rockefeller Plaza.
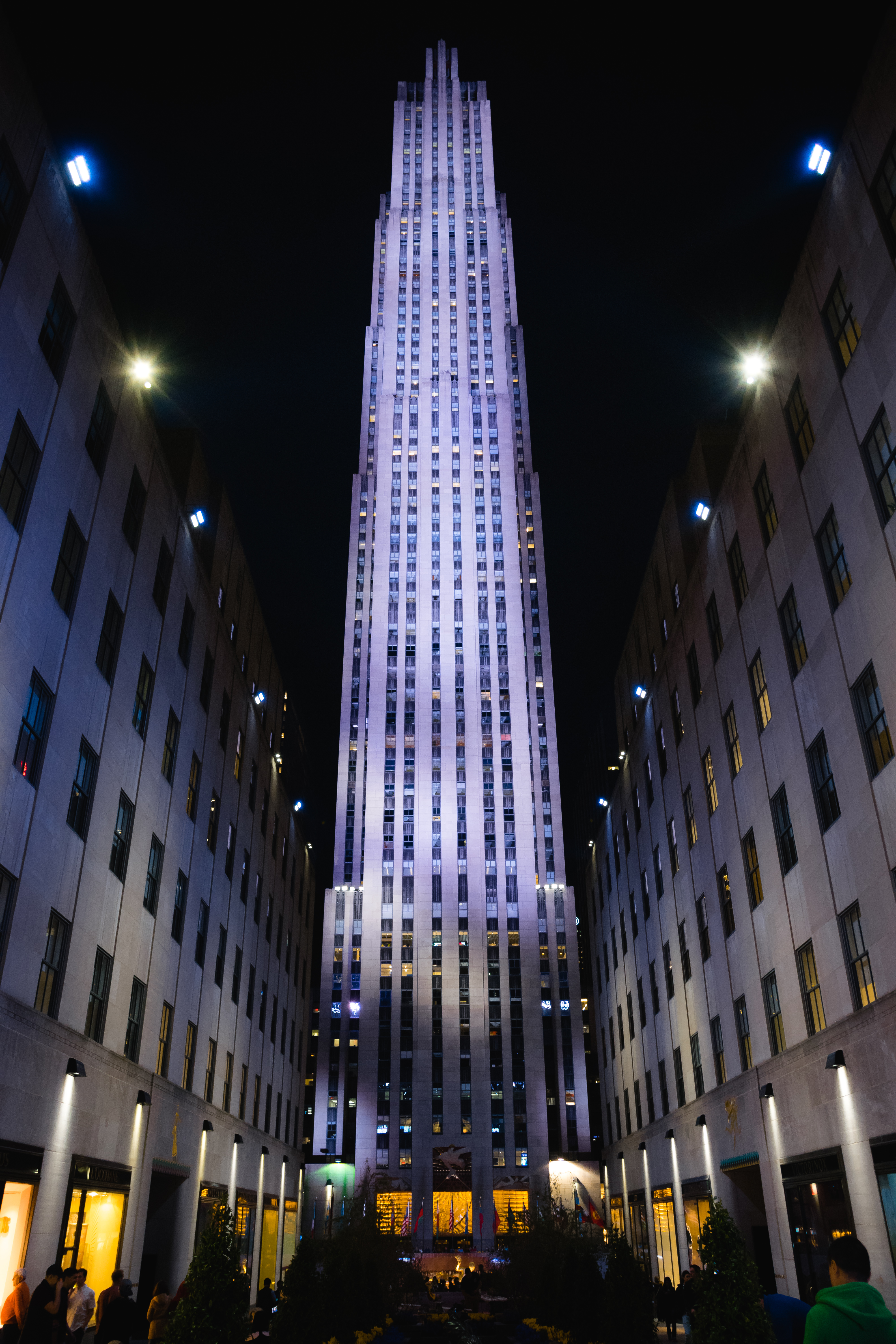
Le bâtiment de nuit.